# Coupe du monde de ski de vitesse 2003
Navigation
Édition précédente Édition suivante
La coupe du monde de ski de vitesse 2003 est la 2e édition de la coupe du monde de ski de vitesse. Elle s'est déroulée entre le 22 février 2003 à Altaussee (Autriche) et le 29 mars 2003 à Salla (Finlande). La compétition est mise en place par la fédération internationale de ski où quatre épreuves masculines et quatre féminines déterminent le vainqueur du globe de cristal (récompense faite au vainqueur).
Les quatre étapes ont eu chronologiquement à Altaussee, Sun Peaks (Canada), Breuil-Cervinia (Italie) et Salla.
La compétition est remportée, chez les hommes par l'Américain John Hembel (vainqueur dans les épreuves de Sun Peaks et de Salla), et chez les femmes par l'Américaine Tracie Sachs (victorieuse dans celle de Sun Peaks).

## Système de points
Chez les hommes, le vainqueur d'une épreuve de coupe du monde se voit attribuer cent points pour le classement général. Les skieurs classés aux trente premières places remportent des points.
| Place  | 1er | 2d | 3e | 4e | 5e | 6e | 7e | 8e | 9e | 10e | 11e | 12e | 13e | 14e | 15e | 16e | 17e | 18e | 19e | 20e | 21e | 22e | 23e | 24e | 25e | 26e | 27e | 28e | 29e | 30e |
| ------ | --- | -- | -- | -- | -- | -- | -- | -- | -- | --- | --- | --- | --- | --- | --- | --- | --- | --- | --- | --- | --- | --- | --- | --- | --- | --- | --- | --- | --- | --- |
| Points | 100 | 80 | 60 | 50 | 45 | 40 | 36 | 32 | 29 | 26  | 24  | 22  | 20  | 18  | 16  | 15  | 14  | 13  | 12  | 11  | 10  | 9   | 8   | 7   | 6   | 5   | 4   | 3   | 2   | 1   |

Chez les femmes, le système de points diffère. Il n'y a jamais eu plus de six participantes à l'une des épreuves.
| Place  | 1er | 2d | 3e | 4e | 5e | 6e |
| ------ | --- | -- | -- | -- | -- | -- |
| Points | 25  | 20 | 15 | 12 | 10 | 9  |

## Classement général
| Rang | Nom           | Points |
| ---- | ------------- | ------ |
| 1    | John Hembel   | 292    |
| 2    | Olle Larsson  | 173    |
| 3    | Philippe May  | 154    |
| 4    | Chris Wirkler | 144    |
| 5    | Marc Poncin   | 140    |

| Rang | Nom              | Points |
| ---- | ---------------- | ------ |
| 1    | Tracie Sachs     | 80     |
| 2    | Linda Baginski   | 64     |
| 3    | Jaana Viitasaari | 50     |
| 4    | Elena Banfo      | 35     |
| 5    | Karine Godel     | 22     |

## Calendrier

### Hommes
| Date            | Lieu            | Vainqueur      | Deuxième           | Troisième        |
| 23 février 2003 | Altaussee       | Nigel Brockton | Tuukka Kemppainnen | John Hembel      |
| 1er mars 2003   | Sun Peaks       | John Hembel    | Philippe May       | Chris Wirkler    |
| 16 mars 2003    | Breuil-Cervinia | Olle Larsson   | Jean-Louis Metraux | Jonathan Moret   |
| 29 mars 2003    | Salla           | John Hembel    | Marc Poncin        | Jukka Viitasaari |

### Femmes
| Date            | Lieu            | Vainqueur        | Deuxième     | Troisième       |
| 23 février 2003 | Altaussee       | Jaana Viitasaari | Tracie Sachs | Elena Banfo     |
| 1er mars 2003   | Sun Peaks       | Tracie Sachs     | Teria Davies | Linda Baginski  |
| 16 mars 2003    | Breuil-Cervinia | Linda Baginski   | Elena Banfo  | Tracie Sachs    |
| 29 mars 2003    | Salla           | Jaana Viitasaari | Tracie Sachs | Sanna Tidstrand |